# Francesc Torres i Iturrioz
Francesc Torres i Iturrioz (Barcelona, 1948) és un artista polifacètic català, reconegut sobretot per ser pioner en el llenguatge de les videoinstal·lacions. Ha estat comissari i és assagista en diverses publicacions i diaris i ha sigut president de l'Associació d'Artistes Visuals de Catalunya.
Les seves creacions es mouen en el camp conceptual, filosòfic i de la reflexió sociològica. Ha realitzat nombrosos vídeos i videoinstal·lacions en els quals analitza l'origen humà d'accions agressives o que impliquen l'existència d'un adversari, construint analogies i metàfores sobre les formes de comportament humà respecte a l'agressió.
Torres és un gran coneixedor de la història i la iconografia de la guerra del 1936-1939. De primer, per família, perquè a la batalla de l'Ebre van morir familiars seus. Després, pels seus interessos personals de política i memòria, i fruit dels seus molts anys d'investigació per a obres seves com ara Belchite / South Bronx: A Trans-Cultural and Trans-Historical Landscape (1988), Amnèsia / Memòria (1991), sobre la memòria dels maquis anarquistes, i Fosca és l’habitació on dormim (2007), sobre l'excavació a Burgos d'una fossa comuna de la guerra.
La seva obra ha rebut diversos premis nacionals i internacionals entre els quals destaquen el Premi Nacional de Belles Arts de la Generalitat de Catalunya a la millor exposició (1991), el Premi Nacional d'Arts Visuals per la retrospectiva al MACBA, Da Capo (2009) i el prestigiós Premi Velázquez (2024).

## Biografia
Francesc Torres neix a Barcelona l'any 1948. Comença el seu aprenentatge de ben petit al Liceu Francès. Posteriorment continua la seva formació com artista gràfic a l'Escola Massana i a la Facultat de Belles Arts de Barcelona. Durant la seva educació treballa d'aprenent al taller d'impressió del seu pare.
L'any 1967 es muda a París on continua els seus estudis a l'Ecole des Beaux Arts que abandona per convertir-se en l'assistent de l'escultor polonès Piotr Kowalski, un dels primers artistes europeus en unir art i tecnologia. Durant aquest període engega la seva obra de línia industrial que segueix les estratègies formals i materials del minimalisme. El Maig del 1968 redirigeix les seves activitats i treballa en cartells per al moviment d'obrers i estudiants fins que és neutralitzat per la força del govern conservador de Charles De Gaulle. Tornar a Espanya per fer el servei militar obligatori i treure la: «comprensió de primera mà del comportament militar, així com una gran quantitat d'informació per a la mevaobra posterior».
El 1972 s'instal·la a Chicago i el 1974 fixa la seva residència a Nova York si bé es trasllada a Berlín durant dos anys (1986-1988). És a Nova York on es converteix en un dels pioners de les videoinstal·lacions i on realitza gran part de la seva obra que reuneix en un principi escultures i objectes que al cap de poc integraran el vídeo. L'any 2001 retorna als Països Catalans on segueix treballant.

## Obra i trajectòria
Francesc Torres inicia la seva trajectòria artística l'any 1968, quan concep els seus múltiples de polièster o de cartolina. Unes peces geomètriques netes i properes a l'art minimalista. Pertanyen als seus primers anys obres com Poème, Suspensión (1969), Meniscos (1969), o Informe sobre la existencia de un triángulo luminoso en Sheridan, esquina Belmont i Trazando una diagonal (1972). En aquestes primeres obres ja sembla que l'artista vulgui esborrar les fronteres entre els diferents llenguatges artístics. Un aprenentatge que li serveix posteriorment en la seva tasca com videoinstal·lador.
Després del servei militar obligatori marxa a viure als Estats Units. Això suposa una ruptura amb el passat i un alliberament personal i per la seva obra, ja que pot abordar temes d'interès universals. Aquesta és una etapa introspectiva on evoluciona convertint l'art en una expressió de llibertat i un camí de cerca de la pròpia identitat. Francesc Torres introdueix la performance i l'ús del propi cos en sintonia amb artistes com Chris Burden i Vito Acconci. Obres representatives d'aquest moment són Perceptual Analysis of Three Dimensions (Three Points of View), Calendario o Sustracción de peso (del edificio) i Occupation of a Given Space Through a Human Action (1973).
El 1975 el seu llenguatge està perfectament definit. En Almost like sleeping (1975) la seva mirada contra el franquisme o l'abús del poder del capitalisme en general és molt clara. Amb la mort de Franco la seva obra segueix una trajectòria més preocupada per aspectes més genèrics dels mecanismes de poder i la violència. Analitza l'origen humà d'accions agressives, construint analogies i metàfores sobre les formes de comportament humà respecte l'agressió. Entra així en una etapa «clàssica», amb instal·lacions de mitja mida i amb pressupost moderat com Construction of the Matrix (1976) i Accident (1977).
Als anys 1980 és quan Torres produeix la major part de les seves instal·lacions. La línia temàtica de la seva obra ja no variarà. Són realistes i molt lligades a l'esfera de la consciència col·lectiva. Va refinant un llenguatge més proper al teatre, amb videoinstal·lacions que representen la guerra, la violència i la mort. S'observa ja un predomini de l'espai sobre la matèria. L'espai juntament amb el temps i el vídeo són els elements fonamentals de la seva obra que s'expressen en un inici amb obres com Residual Regions (1978), Belchite/ South Bronx: A Trans-Cultural and Trans-Historical Landscape (1988) i Oscura es la habitación donde dormimos (2007). Així mateix la crítica al feixisme també marquen molts dels seus treballs. Una preocupació de la qual neixen instal·lacions com Oikonomos (1989), Cincuenta lluvias (1991), Memorial (1992) i Crónica del extravío (1992).
El fil conductor de la seva extensa obra passa per una crítica radial al moment històric que li ha tocat viure. Un conjunt de preocupacions polítiques i socials que aborda a través de diferents mitjans d'expressió ja sigui art conceptual, videoart, performance o estètica minimalista.

## Aportacions en el camp del videoart i la videoinstal·lació
Francesc Torres fou un pioner del videoart en els 1970. Ha combinat en la seva obra una faceta clàssica amb una visió més moderna de l'art. Tot i que aborda molts dels grans temes clàssics com la vida, la mort o la història. Les tècniques que usa disten molt de ser tradicionals i opta per la introducció de les noves tecnologies i tècniques com la videoinstal·lació. L'artista ho explica així: «El vídeo té una màgia tan gran en part perquè la imatge és deficient, la definició del vídeo és poca comparada amb la del cinema o la d'una diapositiva projectada. Aquesta qualitat a mig camí entre la fotografia i la fotocòpia que té el vídeo, és a dir, aquest element relacionat amb la textura, és el que a mi m'ha interessat. La imatge apareix automàticament amb una sèrie de connotacions dels mitjans de comunicació i de la televisió o amb una pàtina històrica. És com una fotografia, que és un document, i alhora et permet manipular-la i treballar-la com un dibuix o una tela».
El motiu del canvi de l'escultura i l'art conceptual dels seus inicis a la instal·lació i videoinstal·lació és la necessitat que té d'explicar històries. Històries no lineals ni tradicionals, per obligar a l'espectador a descobrir el missatge per si mateix. Un clar exemple és la videoinstal·lació Belchite/south Bronx (1988). Una obra complexa en què el material de vídeo, les ruïnes del poble abandonat de Belchite i una part del Bronx, es reprodueix en sis canals i dotze monitors. El resultat és que l'espectador es passeja per la instal·lació com si ho fes per una ciutat fantasma.
Per Francesc Torres una videoinstal·lació és aquella que té el vídeo com a centre de gravetat de la peça. El vídeo funciona com una part del discurs total, però una part imprescindible. La seva inclusió ha de ser fonamental pel significat de l'obra juntament amb l'espai o les obres de l'espai.